# روزاريو رودريغيز
روزاريو رودريغيز (بالإسبانية: Rosario Rodríguez)‏ هو لاعب كرة قاعدة مكسيكي، ولد في 8 يوليو 1969 في لوس موتشيس في المكسيك.

## وصلات خارجية
- روزاريو رودريغيز على موقعبيزبول رفرنس.كوم (الدوري الرئيسي) (الإنجليزية)
- روزاريو رودريغيز على موقعبيزبول رفرنس.كوم (الدوري الثانوي) (الإنجليزية)